# Mandúbios
Os mandúbios (em latim: Mandubii) foram uma confederação de tribos gaulesas e que habitaram a área das atuais Borgonha e Jura, França. Sua capital era a histórica Alésia, cenário da batalha decisiva das Guerras da Gália.